# Colao
Colao es una película de comedia romántica dominicana de 2017 dirigida por Frank Perozo (en su debut como director) y escrito por José Pastor & José Ramón Alama. Protagonizado por Raymond Pozo, Miguel Céspedes, Manny Pérez y Nashla Bogaert, acompañados de Anthony Álvarez, Evelyna Rodríguez, Celinés Toribio, El Nene La Amenazzy y Austin Santos.

## Sinopsis
Antonio, quien no ha hecho más en su vida que cultivar el fruto del café como le han enseñado desde que era joven, está soltero y estando a punto de cumplir los 40 años, decide darle un giro a su vida y abrirse nuevos horizontes con el fin de encontrar lo único que le falta en su vida; el amor. Es acompañado de sus dos primos capitaleños Felipe y Rafael los cuales le ayudan no tan solo a conquistar el corazón de Laura sino también buscar la independencia.

## Reparto
Los actores que participaron en esta película son:
- Raymond Pozo como Rafael
- Miguel Céspedes como Felipe
- Manny Pérez como Antonio
- Nashla Bogaert como Laura
- Anthony Álvarez como Horacio
- Evelyna Rodríguez como Gina
- Celinés Toribio como Maribel
- El Nene La Amenazzy como Jeicop
- Austin Santos como Santos
- Danny Radhames Vásquez Castillo como Walkman
- Ana María Arias como Doña Margó
- Miguel Bucarelly como Don Arturo
- Chelsy Bautista como Estrellita
- Erick Hsu como Nishimura
- Gerardo Mercedes como Ciego
- Vladimir Martí como Taxista
- Shailyn Sosa como Amarilis
- Danny Radhames Vásquez Castillo como Walkman
- Laura Leclerc como Peluquera 1
- Sheara Mar Dotel como Peluquera 2
- Aleja Flores como Peluquera 3
- Candy Flow como Peluquera 4

## Producción
La fotografía principal inició el 14 de junio de 2017 y finalizó el 12 de julio del mismo año durando 4 semanas en el centro comercial Downtown Center, Zona Colonial, Jarabacoa y la Avenida Venezuela en Santo Domingo Este.

## Lanzamiento
Se estrenó el 30 de noviembre de 2017 en cines dominicanos, para luego estrenarse en Puerto Rico el 7 de diciembre de 2017. Se estrenó el 19 de enero de 2018 en cines estadounidense.

## Recepción

### Taquilla
En su primer fin de semana en cines dominicanos, Colao vendió 54.000 entradas de cine convirtiéndose en la película nacional más taquillera desde 2015. Atrajo a 30.000 espectadores en su primera semana en cines puertorriqueños mientras que en República Dominicana alcanzó los 125.000 para su segunda semana. 3 días después de su estreno en Estados Unidos, logró recaudar $156.000 dólares.Colao fue la película dominicana más taquillera de República Dominicana del 2017 con más de 342,000 taquillas vendidas en los cines locales.La película fue exhibida en Aruba y Panamá.

### Premios y nominaciones
| Año  | Premio / Festival                     | Categoría              | Recipiente            | Resultado | Ref.          |
| ---- | ------------------------------------- | ---------------------- | --------------------- | --------- | ------------- |
| 2018 | Premios Soberano                      | Comedia del año        | José Ramón Alama      | Ganador   | [ 19 ] [ 20 ] |
| 2018 | Premios Soberano                      | Director de cine       | Frank Perozo          | Nominado  | [ 19 ] [ 20 ] |
| 2018 | Premios Soberano                      | Actriz del año         | Ana María Arias       | Nominada  | [ 19 ] [ 20 ] |
| 2018 | Premios La Silla                      | Mejor comedia          | Frank Perozo          | Nominado  | [ 21 ] [ 22 ] |
| 2018 | Premios La Silla                      | Mejor actriz principal | Nashla Bogaert        | Nominada  | [ 21 ] [ 22 ] |
| 2018 | Premios La Silla                      | Mejor musicalización   | Sergio Jiménez Lacima | Nominado  | [ 21 ] [ 22 ] |
| 2018 | Premios La Silla                      | Mejor canción          | «Un beso»             | Nominada  | [ 21 ] [ 22 ] |
| 2018 | Premios La Silla                      | Mejor vestuario        | Ferdinando Erbetti    | Nominado  | [ 21 ] [ 22 ] |
| 2018 | Festival de Cine Dominicano, Montreal | Premio del público     | Colao                 | Ganadora  | [ 23 ]        |

## Secuela
Una continuación titulada Colao 2 inició grabaciones el 20 de octubre de 2022 dirigida nuevamente por Frank Perozo e implementando nuevos actores y actrices al elenco, como Karen Yaport, Fidia Peralta, Tiby Camacho, el actor venezolano Alejandro Nones, Nino Freestyle y Javis. Tiene programado su estreno el 30 de noviembre de 2023 en cines dominicanos.